# Johan Forssell (1855–1914)
Johan Forssell (i riksdagen kallad Forssell i Kolbäck, senare Forssell i Hallstahammar), född 16 mars 1855 i Hökhuvud, död 18 september 1914 i Svedvi, var en svensk folkskollärare och politiker (liberal, senare socialdemokrat). 
Forssell verkade i Kolbäck som folkskollärare från 1878. Han var riksdagsledamot i andra kammaren 1903–1905 samt 1909–1914, fram till 1911 för Västmanlands läns södra domsagas valkrets och från 1912 för Västmanlands läns västra valkrets. Under perioden 1903–1905 tillhörde han Liberala samlingspartiet, men han övergick senare till socialdemokraterna och återvaldes vid valet 1908 som dess representant. I riksdagen var Forssell bland annat suppleant i bankoutskottet 1912–1914 och ledamot i samma utskott 1914. Han engagerade sig bland annat för minskade statsutgifter. I riksdagen skrev han 13 egna motioner bland annat om besparingar på staten, ändring i folkskolestadgan, om anordnande av inlåning vid RB:s kontor, inrättande
af trädgårdsskolor och om anställande av en statskonsulent i biskötsel.